# Danh sách câu lạc bộ bóng đá ở Cuba
Các câu lạc bộ tại từng thi đấu tại Giải bóng đá Vô địch Quốc gia Cuba (tiếng Tây Ban Nha: Campeonato Nacional de Fútbol):
Danh sách này không đầy đủ, bạn cũng có thể giúp mở rộng danh sách.
- Ciudad de La Habana
- Isla de La Juventud
- La Habana
- Pinar del Río
- Cienfuegos
- Industriales
- Matanzas
- Villa Clara
- Camagüey
- Ciego de Ávila
- Las Tunas
- Sancti Spíritus
- Granma
- Guantánamo
- Holguín
- Santiago de Cuba
- Mayabeque